# سیارک ۸۷۰۰
سیارک ۸۷۰۰ (به انگلیسی: 8700 Gevaert، نامگذاری:1993JL1) هشت هزار و هفتصدمین سیارک کشف شده‌است که در ۱۴ مه ۱۹۹۳ کشف شد.
قدر مطلق سیارک برابر ۳۰.۹ است.